# ASC Mauritel Mobile FC
ASC Mauritel Mobile FC is een Mauritaanse voetbalclub uit de hoofdstad Nouakchott. De club werd landskampioen in 2000 en 2006.

## Erelijst
Landskampioen
2000 2006
Beker van Mauritanië
2007